# Dukljani
Dukljani (na crnogor. ćiril. Дукљани), također i Dioklićani – Диоклићани, u grčkim povijesnim izvorima Διοχλείς ili Διοκλητιανοί, lat. Dioclenses su slavensko i/ili slavenizirano stanovništvo Duklje, prve crnogorske države, predci suvremenih Crnogoraca i drugih naroda koji žive na području Crne Gore.

## Naziv
Za doba Rimskoga Carstva, ilirsko plemena Dokleati su živjeli na području od suvremene Podgorice do Nikšića. Južnoslavenski predci suvremenih Crnogoraca su u 6. stoljeću ovladali rimskim gradom Dukljom, okolnim planinama, Skadarskim jezerom i dijelom obale Jadranskoga mora prihvaćajući, ne samo kršćanstvo, već i slavenizirani naziv Dokleata kao etnonim  – Dukljani.
Duklja se, također, etimologički izvodi iz starog indoeuropskog korijena – dhoukl, sa značenjem skrovit, taman, crn, te je očita semantička veza ovoga korijena s današnjim imenom Crne Gore.

## Dukljani u bizantskim izvorima
- Bizantski kroničar, car (945. – 959.) Konstantin Porfirogenet, u svome znamentom djelu De administrando imperio, premda za sve okolne zemlje nabraja južnoslavenske narode, izrijekom Srbe ili Hrvate koji ih naseljavaju, za Duklju ne navodi da su je naselili ni Srbi ni Hrvati,[2] već kao njene stanovnike navodi izrijekom – Dukljane.

K. Porfirogenet, O Dukljanima i zemlji u kojoj sada obitavaju
- Bizantski vojskovođa i kroničar Nikefor Brijenije (Νικηφόρος Βρυέννιος) bilježi kako je od 1072. do 1075. godine Bodin (koji će kasnije postati dukljanski kralj), po naredbi svoga oca, dukljanskoga kralja Mihaila, predvodio vojsku od Dukljana i Hrvata kao pomoć slavenskim ustanicima na Balkanu.[3]

- Bizantski kroničar Kekvamen (Κεκαυμένος) u drugoj polovici 11. stoljeća opisuje dukljanskoga kneza Vojislava: Bješe u gradovima Dalmacije, u Zeti i Stonu, zavladao toparh Vojislav Dukljanin,[4] u grčkom originalu ἦν δὲ εἰς τὰ κάστρα Δαλματίας εἰς τὴν Ζένταν καὶ εἰς τὴν Στάμνον τοπάρχης Βοϊσθλάβος ὁ Διοκλητιανός[5]

- Teodor Prodrom (Θεόδορος Πρόδρομος), kroničar i najveći pjesnik bizantskog 12. stoljeća, veličajući jedan vojni pohod cara Manuela I. Komnena i protiv Duklje izrijekom spominje i Dukljane (Διοκλεΐς).[6]

- Drugi manje pouzdani bizantski pisaci izjednačavaju dukljanske vođe ili dio stanovništva Duklje s drugim Slavenima (Dukljani-Srbi i Dukljani-Hrvati), daju im pogrda značenja (Dukljani-Dalmati, Dukljani-Tribali), treći zamjenjuju imena iz neznanja i komotnosti (Srbi koje neki i Hrvati nazivaju), a riječ je kako primjećuje Pavle Mijović samo i izrijekom o Dukljanama, četvrti koriste recidiv mode skitomanije (Neki skitski čovjek po imenu Vojislav), a peti oksimoron (Hrvati i Dukljani pobunivši se), a govori se o ustanku makedonskih Slovena pod vodstvom tadašnjeg dukljanskog princa Bodina itd.[7]

### Tumačenja
Dr. Špiro Kulišić je utvrdio kako još od najstarijih bizantskih izvora i kasnije nema pomena o tome kako Srbi ili Hrvati u značajnijim skupinama naseljavaju područje u 11. st. oformljene Duklje (cit. u izvorniku):
Dr. Radoslav Rotković piše (cit. u izvorniku):
Dr. Carleton S. Coon, poznati američki antropolog, u djelu Rase Europe (orig. The Races of Europe, New York, 1939.), oslanjajući se na parametre složenih terenskih istraživanja, utvrdio je da su suvremeni Crnogorci, „vjerojatno naviši i najteži” u Europi. Coon veli da su „Crnogorci suviše riđi za običan dinarski tip”, te izdvaja „karakteristični tip Crnogoraca”. U izvorniku ga naziva The Old Montenegrin type a on zapravo je podudaran Borreby type-u, koji u osnovi karakterizira robusnost tijela i glave, svjetlija koža, isto takva kosa i brada. U Europi Borreby typ najvećma je prisutan u suvremenoj u sjevernoj Njemačkoj, arealu Polablja. Coon veli:
Dr. Neven Budak, razmatrajući krunidbu Mihaila, prvog kralja Duklje i činjenicu da je "zavladao susjednim sklavinijama" u svjetlosti etnonima Dukljani, veli:

## Kristijaniziranje dukljanskih Slavena
Na proputovanju za Rim, Konstantin Ćiril preveo je, po Ljetopisu popa Dukljaninu, u kršćanstvo slavenskog kralja Svetopeleka. 
Uslijedilo je (citati na crnogorskom jeziku) "... veliko veselje i hrišćani, silazeći sa planina i skrivenih mjesta, đe su se bili raspršili, počeše hvaliti i blagosiljati ime Gospoda".
Tada je, navodno, "Svetopelek odobrio hrišćanima koji se 'služahu latinskim jezikom' da se povrate u svoja mjesta i da obnove sela i gradove, porušene od pagana".
No, o svemu tome nema potvrde u drugim izvorima.
Konstantin Porfirogenet ističe prvijenstvo Bizanta u širenju kršćanstva među Slovenima. On kaže da je još car Heraklije (610. – 641.) uputio misionare među Slavene. Na osnovu toga je inzistirano da južnaslavenske zemlje pripadaju ekumenskoj carigradskoj patrijaršiji. 
Kristijaniziranje Dukljana izgleda da je u potpunosti dovršeno do 10. stoljeća:
Došlo je, za vladavine dukljanskom kneževinom Mihaila, do konačne šizme između Istočne i Zapadne crkve (1054. godine). Duklja je ostala u katoličkoj sferi.